# 弓削商船高等專門學校
弓削商船高等專門學校（National Institute of Technology, Yuge College），是一所位於日本愛媛縣的高等專門學校。

## 沿革
創設於1901年，學校現設有4個學科，分別為綜合教育、商船學科、電子機械工學科和情報工程學科。2005年又創設了專攻科，包括海上輸送系統工程學和生產系統工程學。專攻科為兩年的教育。

## 教育組織

### 本科（副學士課程）
- 商船學科
- 電子機械工學科
- 綜合教育科
- 情報工程學科

### 專攻科（學士課程）
- 海上輸送系統專攻
- 生產系統工程專攻[2]

## 外部連結
- 弓削商船高等專門學校 （页面存档备份，存于）